# Podobowice
Podobowice [pronunciación en polaco: /pɔdɔbɔˈvit͡sɛ/] es un pueblo en el distrito administrativo de Gmina Żnin, dentro del condado de Żnin, Voivodato de Cuyavia y Pomerania, en el centro-norte de Polonia. Se encuentra a unos 9 kilómetros al oeste de Żnin y 40 kilómetros al suroeste de Bydgoszcz.